# عويسبة متقطعة
عويسبة متقطعة (الاسم العلمي:Eristalis interrupta) هي نوع من الحشرات تتبع جنس العويسبة من فصيلة السرفات.